# Islas Malvinas (Chile)
Islas Malvinas är öar i Chile.   De ligger i regionen Región de Aisén, i den södra delen av landet, 1 500 km söder om huvudstaden Santiago de Chile. Islas Malvinas ligger i sjön Lago Buenos Aires.
Trakten runt Islas Malvinas är nära nog obefolkad, med mindre än två invånare per kvadratkilometer.